# Football Club Midtjylland 2017-2018
Questa voce raccoglie le informazioni riguardanti il Football Club Midtjylland nelle competizioni ufficiali della stagione 2017-2018.

## Rosa
| N. |                        | Ruolo | Calciatore           |
| -- | ---------------------- | ----- | -------------------- |
| 1  | Danimarca (bandiera)   | P     | Jesper Hansen        |
| 2  | Danimarca (bandiera)   | D     | Kian Hansen          |
| 3  | Finlandia (bandiera)   | C     | Tim Sparv            |
| 4  | Ungheria (bandiera)    | D     | Zsolt Korcsmár       |
| 5  | Danimarca (bandiera)   | D     | Marc Dal Hende       |
| 6  | Finlandia (bandiera)   | C     | Markus Halsti        |
| 7  | Danimarca (bandiera)   | C     | Jakob Poulsen        |
| 8  | Paesi Bassi (bandiera) | C     | Rafael van der Vaart |
| 9  | Danimarca (bandiera)   | C     | Janus Drachmann      |
| 11 | Danimarca (bandiera)   | C     | Jonas Borring        |
| 13 | Danimarca (bandiera)   | D     | Alexander Munksgaard |
| 14 | Svezia (bandiera)      | C     | Simon Kroon          |
| 14 | Bulgaria (bandiera)    | C     | Bozhidar Kraev       |
| 19 | Norvegia (bandiera)    | A     | Alexander Sørloth    |

| N. |                      | Ruolo | Calciatore               |
| -- | -------------------- | ----- | ------------------------ |
| 20 | Danimarca (bandiera) | D     | Rasmus Nicolaisen        |
| 22 | Danimarca (bandiera) | C     | Mikkel Duelund           |
| 28 | Danimarca (bandiera) | D     | André Rømer              |
| 30 | Danimarca (bandiera) | P     | Oliver Ottesen           |
| 31 | Danimarca (bandiera) | P     | Michael Falkesgaard      |
| 33 | Nigeria (bandiera)   | A     | Paul Onuachu             |
| 36 | Nigeria (bandiera)   | C     | Rilwan Hassan            |
| 38 | Nigeria (bandiera)   | C     | Ogochukwu Onyeka Frank   |
| 39 | Danimarca (bandiera) | C     | Victor Torp              |
| 40 | Danimarca (bandiera) | D     | Andreas Poulsen          |
| 43 | Danimarca (bandiera) | D     | Rasmus Nissen Kristensen |
| 70 | Rep. Ceca (bandiera) | D     | Filip Novák              |
| 88 | Norvegia (bandiera)  | A     | Gustav Wikheim           |

- Numero giocatori in rosa: 26
- Stranieri: 12 (46,2%)
- Età media: 25,9 anni

## Trasferimenti estivi
| Acquisti | Acquisti             | Acquisti         | Acquisti                   |
| R.       | Nome                 | da               | Modalità                   |
| -------- | -------------------- | ---------------- | -------------------------- |
| P        | Jesper Hansen        | Lyngby           | definitivo (650 mila €)    |
| A        | Gustav Wikheim       | Gent             | definitivo (500 mila €)    |
| C        | Bozhidar Kraev       | Levski Sofia     | definitivo (500 mila €)    |
| A        | Alexander Sörloth    | Groningen        | definitivo (350 mila €)    |
| P        | Michael Falkesgaard  | Odense           | gratuito                   |
| C        | Frederik Brandhof    | Skive            | gratuito                   |
| D        | Zsolt Korcsmár       | Vasas            | gratuito                   |
| C        | Gloire Rutikanga     | Ringkøbing       | fine prestito              |
| A        | Awer Mabil           | Esbjerg          | fine prestito              |
| A        | Martin Pušić         | Sparta Rotterdam | fine prestito              |
| C        | Jonas Gemmer         | Horsens          | fine prestito              |
| C        | Marco Larsen         | Køge BK          | fine prestito              |
| D        | Alexander Munksgaard | Lyngby           | fine prestito              |
|          | 13 acquisti          |                  | spesa totale = 2 milioni € |

| Cessioni | Cessioni             | Cessioni       | Cessioni                        |
| R.       | Nome                 | a              | Modalità                        |
| -------- | -------------------- | -------------- | ------------------------------- |
| P        | Johan Dahlin         | Malmö FF       | definitivo (350 milai €)        |
| P        | Andreas Raahauge     | Skive          | gratuito                        |
| P        | Mikkel Andersen      | Lyngby         | gratuito                        |
| A        | Mikael Anderson      | Vendsyssel     | prestito                        |
| C        | Nikolaj Kirk         | Brentford      | prestito                        |
| D        | Mads Thychosen       | Horsens        | prestito                        |
| A        | Martin Pušić         | Copenaghen     | ?                               |
| A        | Awer Mabil           | Paços Ferreira | prestito                        |
| C        | Kaan Kairinen        | Skive          | prestito                        |
| A        | Jákup Ludvig Thomsen | Thisted        | prestito                        |
| C        | Frederik Brandhof    | Skive          | prestito                        |
| C        | Jonas Gemmer         | Fremad Amager  | ?                               |
| C        | Gloire Rutikanga     | Ringkøbing     | prestito                        |
| D        | Kristian Riis        | Vendsyssel     | prestito                        |
| C        | Marco Larsen         |                | ritiro                          |
| A        | Gustav Wikheim       | Gent           | fine prestito                   |
| A        | Bruninho             | R&F            | fine prestito                   |
|          | 17 cessioni          |                | guadagno totale = 350 mila €    |
|          |                      |                | saldo finale = - 1,65 milioni € |

## Trasferimenti invernali
| Acquisti | Acquisti             | Acquisti    | Acquisti      |
| R.       | Nome                 | da          | Modalità      |
| -------- | -------------------- | ----------- | ------------- |
| P        | Bill Hamid           | D.C. United | gratuito      |
| D        | Bubacarr Sanneh      | Horsens     | ?             |
| C        | Frederik Brandhof    | Skive       | fine prestito |
| A        | Jákup Ludvig Thomsen | Thisted     | fine prestito |
| A        | David Akintola       | Jerv        | fine prestito |
| C        | Kaan Kairinen        | Skive       | fine prestito |
| D        | Mads Thychosen       | Horsens     | fine prestito |
| D        | Erik Sviatchenko     | Celtic      | prestito      |
| A        | Artem Dovbyk         | Dnipro      | gratuito      |
|          |                      |             |               |

| Cessioni | Cessioni                 | Cessioni       | Cessioni                   |
| R.       | Nome                     | a              | Modalità                   |
| -------- | ------------------------ | -------------- | -------------------------- |
| C        | André Rømer              | Odense         | gratuito                   |
| C        | Jonas Borring            | Horsens        | ?                          |
| A        | Jákup Ludvig Thomsen     | Thisted        | prestito                   |
| D        | Filip Novák              | Trabzonspor    | definitivo (1,9 milioni €) |
| C        | Simon Kroon              | SønderjyskE    | prestito                   |
| P        | Michael Falkesgaard      | Bangkok Utd    | definitivo (200 mila €)    |
| D        | Rasmus Nissen Kristensen | Ajax           | definitivo (5,5 milioni €) |
| C        | Frederik Brandhof        | Skive          | prestito                   |
| A        | Alexander Sörloth        | Crystal Palace | definitivo (7,8 milioni €) |
|          |                          |                |                            |
|          |                          |                |                            |